# Johann Georg Rosenmüller
Johann Georg Rosenmüller (Ummerstadt, 18 dicembre 1736 – Lipsia, 14 marzo 1815) è stato un teologo tedesco.

## Biografia
Fu nominato professore di teologia a Erlangen nel 1773, professore di teologia a Erlangen nel 1773, professore di divinità a Giessen nel 1783 e fu chiamato nel 1785 a Lipsia, dove rimase fino alla sua morte nel 1815. I suoi due figli erano Ernst Friedrich Karl Rosenmüller e Johann Christian Rosenmüller.

## Opere
- Morgen-und Abendandachten
- Betrachtungen über die vornehmsten Warheiten der Religion auf alle Tage des Jahres
- Auserlesnes Beicht-und Communionbuch
- Predigten über auserlesene Stellen der Heiligen Schrift
- Beiträge zur Homiletik
- Scholia in Novum Testamentum
- Historia Interpretationis Librorum Sacrorum in Ecclesia Christiana